# أندرو جاكسون
اندرو جاكسون (بالإنجليزية: Andrew Jackson) (15 مارس 1767 كارولينا الجنوبية - 8 يونيو 1845، تينيسي)، رئيس الولايات المتحدة الأمريكية السابع بالفترة من 1829 إلى 1837. كان الحاكم العسكري لفلوريدا عام 1821، وقائد القوات الأميركية في معركة نيو أورليانز عام 1815. اشتهر عنه الصرامة وبعد الحرب درس القانون. في عام 1788 أصبح محامياً في الجزء الشمالي الغربي من ولاية كارولينا الشمالية الآن تينيسي، وفاز بشعبية كبيرة وانتخب في مجلس الشيوخ في سن 30 وشارك بصفة عامة في حرب 1812، حيث هزم القوات البريطانية. أصبح لاحقاً بطلاً قومياً، كما شارك في الحرب التي أدت إلى شراء ولاية فلوريدا في عام 1819 وأصبح أول حاكم للدولة هناك. نجح في انتخابات الرئاسة سنة 1828 وانتخابات سنة 1832 وقام بتأسيس الحزب الديمقراطي . لكنه قبل تأسيس الحزب الديموقراطي كان ينتمي لحزب الديموقراطي-الجمهوري الذي كان بقيادة توماس جفرسون وجيمس ماديسون قبل سنة 1828.
في عام 1828 فاز على جون كوينسي آدامز في الانتخابات الرئاسيه. وأصبح رئيسا للولايات المتحدة في 4 مارس 1829. وأُعيد انتخابه لولاية أخرى بعد أربع سنوات.
كان جاكسون أول رئيس أمريكي يولد من عائلة ليست غنية. حيث لم يكن يمتلك ثروه ولا حتى ارتاد الجامعة ولهذه الأسباب اشتهر عنه الدفاع عن المواطنين العاديين الذين لا يملكون الثروات.
جاكسون عارض البنك الوطني في الولايات المتحدة الإمريكية لإنه شعر أن هذا البنك يدار من قبل الأغنياء وهذا لم يكن يخدم مصلحة المواطن العادي . وقد انتهى البنك الوطني أثناء فترة حكمه حيث فضل عدم مواصلة عمل البنك.
أثناء فترة رئاسته وقع على قانون ترحيل الهنود الحمر الذي سمح للحكومة الأمريكية بتهجير الهنود الحمر إلى الغرب باستخدام العنف. وقد قتل العديد من الهنود الحمر أثناء رحلتهم إلى الغرب. وقد سميت هذه الرحلة طريق الدموع.
وجاكسون شخصية مختلف عليها من قبل المؤرخين فمن ناحية هو كان يمتلك العبيد وتسبب في مقتل العديد من الهنود الحمر والكثير من الناس كان يعتقد أن البنك الوطني كان فيه فائدة للمجتمع.
ومن ناحية أخرى يعد جاكسون جنرالا ناجحا قاد حركة سياسية بأكملها في عهده و وقف إلى جانب المواطن العادي وكان له تأثير على التاريخ الأمريكي.
تتوجد صورة جاكسون على ورقة العشرون دولار، لكن سيتم إستبدالها سنة 2020 بقرار من الوزارة المالية الأمريكية وبوضع صورة لإمرأة أمريكية لها بصمة في تاريخ أمريكا احتفالا بيوم حق المرأة في التصويت.

## الحياة المهنية المبكرة

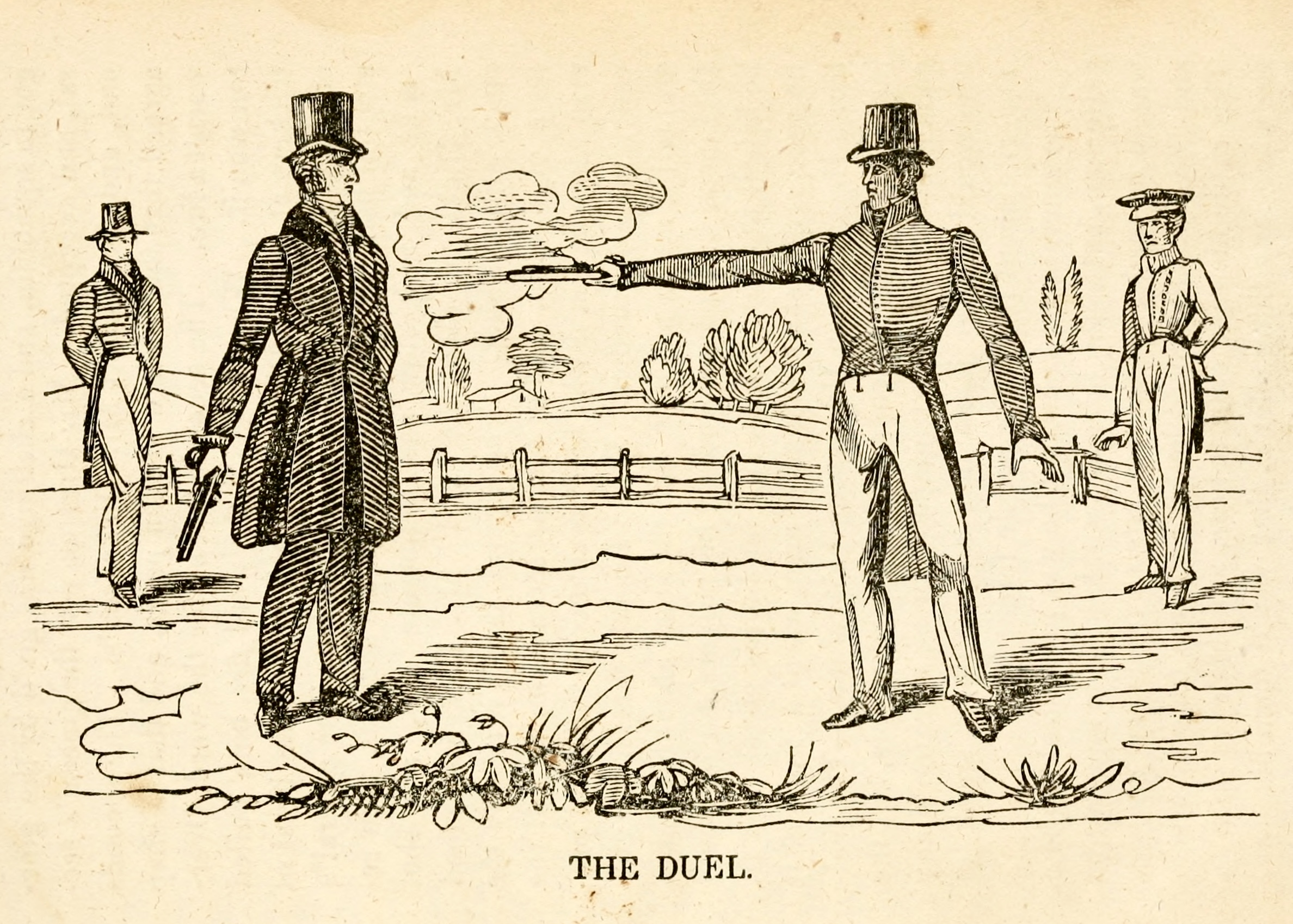
مبارزة تشارلز ديكنسون وأندرو جاكسون عام ١٨٠٦ - تباين المحاصيل - صورة من السيرة الساخرة لأندرو جاكسون التي كتبها سيبا سميث عام ١٨٣٤

### الحياة المهنية القانونية والزواج
بعد الحرب الثورية، تلقى جاكسون تعليمًا متقطعًا في مدرسة محلية في واكساس. في ظل ظروف سيئة بالنسبة لكثير من أفراد عائلته الكبيرة، استقل جاكسون مع عدة أشخاص مختلفين. عمل فترة في سنة 1781، صانع سروج، وفي النهاية عمل بالتدريس في المدرسة. يبدو أنه لم ينجح في أي من مهنتيه. في سنة 1784، غادر جاكسون منطقة واكساس متوجهًا إلى ساليسبري، كارولينا الشمالية، حيث درس القانون تحت إشراف المحامي سبروس ماكاي. بمساعدة محامين مختلفين، استطاع أن يتعلم ما يكفي للتأهل للانضمام إلى نقابة المحامين. في سبتمبر 1787، التحق جاكسون بنقابة كارولينا الشمالية. بعد ذلك بوقت قصير، ساعده صديقه جون ماكنيري على شغل منصب مدعي عام كان شاغرًا في المقاطعة الغربية من ولاية كارولينا الشمالية، التي صارت لاحقًا ولاية تينيسي. أثناء سفره غربًا، اشترى جاكسون عبده الأول، وفي سنة 1788، خاض أول مبارزة بعدما أهانه زميله المحامي وايتستيل أيڤري. انتهت المبارزة بإطلاق الرجلين النار في الهواء بعد أن عقدا اتفاقًا سريًا للقيام بذلك قبل الاشتباك.
انتقل جاكسون إلى مدينة ناشفيل الحدودية الصغيرة في عام 1788، حيث عاش على الحدود مع راتشيل ستوكلي دونلسون، أرملة جون دونلسون. من هنا تعرَّف جاكسون على ابنتهما راتشيل دونلسون روباردز. كانت الابنة راتشيل تحظى بزواج غير سعيد من الكابتن لويس روباردز، الذي كان ينتابه نوبات من الغضب والغيرة. افترق الاثنان سنة 1790. بحسب جاكسون، فقد تزوج من راتشيل بعدما سمع أنها حصلت على الطلاق. لم يكن طلاق راتشيل نهائيًا، وهو ما جعل زواج راتشيل من جاكسون زواجًا ثنائيًا، أي زواجًا باطلًا غير صحيح. بعد اكتمال إجراءات الطلاق رسميًا، تزوجت راتشيل وجاكسون مرة ثانية سنة 1794. ما يزيد الأمر تعقيدًا، هو أن الأدلة تُظهر أن راتشيل كانت تعيش مع جاكسون وتشير إلى نفسها بالسيدة جاكسون قبل تقديم طلب الطلاق. من الشائع على الحدود أن تتكون العلاقات وتنحل بشكل غير رسمي، ما دام المجتمع يعترف بها.

## وصلات خارجية
- أندرو جاكسون على موقع الموسوعة البريطانية (الإنجليزية)
- أندرو جاكسون على موقع ميوزك برينز (الإنجليزية)
- أندرو جاكسون على موقع إن إن دي بي (الإنجليزية)

- مؤلفات Andrew Jackson في مشروع غوتنبرغ
- أعمال أو نبذة عن أندرو جاكسون على أرشيف الإنترنت
- Andrew Jackson: A Resource Guide at the مكتبة الكونغرس
- أندرو جاكسون at the Biographical Directory of the United States Congress
- أندرو جاكسون على موقع فايند أغريف
- Andrew Jackson at the البيت الأبيض
- Andrew Jackson (1767–1845) at the Miller Center of Public Affairs, University of Virginia